# André Benzimra
André Benzimra, né le 17 juillet 1931 à Oran, Algérie, est un philosophe et auteur français de roman policier.

## Biographie
Professeur de philosophie (lycée Langevin-Wallon à Champigny-sur-Marne en 1967), il amorce sa carrière littéraire en publiant des nouvelles policières dans Mystère magazine, textes en partie réunis dans le recueil La Mort dans le fossé en 1976.
Son premier roman policier, Le Couloir de la mort, prix du roman d'aventures 1961, un récit criminel, doublé d'une étude psychologique, relate l'enquête, menée par un détenu, sur un meurtre accompli dans le quartier des condamnés à mort. Hormis Cette femme que je hais (1962), un roman d'espionnage, ses œuvres ultérieures sont des thrillers psychologiques, dont l'un Et finir en beauté (1964) a été écrit en collaboration avec sa femme Jacqueline Benzimra.
Il a également publié des études à caractère initiatique sur la franc-maçonnerie et la kabbale.

## Œuvre

### Romans
- Le Couloir de la mort, Paris, Librairie des Champs-Élysées, Le Masque no 724, 1961 ; réédition, Paris, Librairie des Champs-Élysées, Club des Masques no 213, 1974
- Cette femme que je hais, Paris, Librairie des Champs-Élysées, Le Masque-Espionnage 2e série no 7, 1962
- Une carriole pour Jefferson, Paris, Librairie des Champs-Élysées, Le Masque no 810, 1963 ; réédition, Paris, Librairie des Champs-Élysées, Club des Masques no 222, 1974
- Et finir en beauté, Paris, Librairie des Champs-Élysées, Le Masque no 847, 1964 (écrit en collaboration avec Jacqueline Benzimra.)
- Trois Personnages en quête d'un meurtre, Paris, Fayard, L'Aventure criminelle no 191, 1965
- Les Voies du châtiment, Paris, Librairie des Champs-Élysées, Le Masque no 1476, 1977
- Pour te revoir, Jonathan, Paris, Librairie des Champs-Élysées, Le Masque no 1717, 1983

### Nouvelles

#### Recueil de nouvelles
- La Mort dans le fossé, Paris, Librairie des Champs-Élysées, Le Masque no 1454, 1976

#### Nouvelles isolées
- L'assassin ne sait pas tuer, Paris, Opta, Mystère magazine no 119, décembre 1957
- Une leçon de natation, Paris, Opta, Mystère magazine no 130, novembre 1958
- Pas un mot de vrai, Paris, Opta, Mystère magazine no 137, juin 1959
- À dormir debout, Paris, Opta, Mystère magazine no 141, octobre 1959
- Meilleurs Vœux pour les époux, Paris, Opta, Mystère magazine no 158, mars 1961
- Partie remise, Paris, Opta, Mystère magazine no 166, novembre 1961
- L'Éclipse, Paris, Opta, Mystère magazine no 167, décembre 1961
- La Main leste, Paris, Opta, Mystère magazine no 168, janvier 1962
- Mauvaise Conscience, Paris, Fayard, Le Saint détective magazine no 87, mai 1962
- La Mort dans le fossé, Paris, Opta, Mystère magazine no 175, août 1962
- Une victime complaisante, Paris, Opta, Mystère magazine no 184, mai 1963
- Le Tueur de Memphis, Paris, Opta, Mystère magazine no 186, juillet 1963
- L'École buissonnière, Paris, Opta, Mystère magazine no 197, juin 1964
- Le Dossier du divan, Paris, Opta, Mystère magazine no 224, septembre 1966
- Le Livre où rien n'était écrit, Paris, Opta, Mystère magazine no 262, décembre 1969

### Autres publications
- Légendes cachées dans la Bible : études de kabbale maçonnique, Paris, Éditit, coll. Acacia no 10, 2006
- Exploration du temple maçonnique à la lumière de la kabbale, Paris, Dervy, coll. Pierres vivantes, 2007
- L'Interdiction de l'inceste selon la kabbale, Paris, Éditit, Cahiers de l'Unicorne, série française no 26, 2007
- Hermétisme et Alchimie dans la kabbale, Paris, Éditit, coll. Acacia no 12, 2009
- Contribution maçonnique au dialogue entre les religions du Livre : le grand secret de réconciliation, Paris, Dervy, coll. Pierres vivantes, 2010
- Le Jour où j'ai accroché mes gants : itinéraire d'un franc-maçon. Entretiens avec Djamel Lifa, Paris, L'Harmattan, 2010
- Enquête sur l'existence d'une théorie du temps cyclique en franc-maçonnerie, Paris, Editit, coll. Acacia no 15, 2012
- Petits et Grands Mystères dans la kabbale. L'œuvre du commencement, l'œuvre du char, Cadix, Éditions de La Hutte, coll. Feux sacrés, 2013.
- Francs-maçons et Philosophes. La philosophie jugée par la Tradition, Paris, Éditions Numérilivre 2014.
- La parole circule, Paris, Numérilivre, 2015.
- La Vie de Jésus-Christ au ciel et sur la terre. Énigmes et Mystères, Arché Milan, 2015.

## Prix et récompenses
- Prix du roman d'aventures 1961 pour Le Couloir de la mort
- Grand prix Pierre-Nord 1965 pou Trois personnages en quête d'un meurtre

## Sources
- Jacques Baudou et Jean-Jacques Schleret, Le Vrai Visage du Masque, vol. 1, Paris, Futuropolis, 1984, 476 p. (OCLC 311506692), p. 59-60.
- Claude Mesplède, Dictionnaire des littératures policières, vol. 1 : A - I, Nantes, Joseph K, coll. « Temps noir », 2007, 1054 p. (ISBN 978-2-910-68644-4, OCLC 315873251), p. 208-209.